# Juncalito Abajo
Juncalito Abajo är en ort i Dominikanska republiken.   Den ligger i provinsen Santiago, i den centrala delen av landet, 120 km nordväst om huvudstaden Santo Domingo. Juncalito Abajo ligger 969 meter över havet och antalet invånare är 1 229.
Terrängen runt Juncalito Abajo är kuperad. Runt Juncalito Abajo är det ganska tätbefolkat, med 185 invånare per kvadratkilometer. Närmaste större samhälle är Sabana Iglesia, 12,8 km nordost om Juncalito Abajo. I omgivningarna runt Juncalito Abajo växer i huvudsak städsegrön lövskog.